# یانا هولتسوا
یانا هولتسوا (چکی: Jana Holcová؛ زادهٔ ۲۱ آوریل ۱۹۷۵) بازیگر اهل جمهوری چک است.
از فیلم‌ها یا مجموعه‌های تلویزیونی که وی در آن‌ها نقش داشته است، می‌توان به ساختمان پزشکان در باغ رز اشاره نمود.